# Bezirk Cañazas
Cañazas ist ein Bezirk (distrito) der Provinz Veraguas in Panama. Die Einwohnerzahl betrug laut Volkszählung 2023 16.933.

## Gliederung
Der Bezirk Cañazas ist administrativ in folgende Corregimientos unterteilt:
- Cañazas (Hauptstadt)
- Cerro de Plata
- Los Valles
- San Marcelo
- El Picador
- San José
- El Aromillo
- Las Cruces